# 新共和国 (スター・ウォーズ)
新共和国（しんきょうわこく、New Republic）は、スター・ウォーズシリーズに登場する架空の国家である。

## 概要

新共和国の国旗　反乱同盟軍のマークをベースにしている

### 成立
エンドアの戦いにおける銀河帝国の敗北とその元首たるシーヴ・パルパティーン皇帝の死を受け、反乱同盟軍及びその指導者であるモン・モスマにより民主主義政治を放棄した帝国に代わる銀河共和国の正統な後継政府として建国が宣言された。
そしてエンドアの戦いから約1年が経過した頃、ジャクーの戦いで帝国の残存勢力に再び大打撃を与えることに成功すると、大幅な軍縮と莫大な賠償金を帝国残党に課す銀河協定を締結する。新共和国元老院では過半数の議員がこれを以て銀河帝国を完全に無力化したと考えるようになり、以後新共和国軍の縮小や中立星系との外交政策に注力している。

### エピソード7 フォースの覚醒
ルーク・スカイウォーカーによるジェダイ騎士団再建をしていたが、カイロ・レンによる裏切りによる頓挫と彼の失踪にともない、旧帝国内部で銀河協定に異を唱える新勢力、ファースト・オーダーが台頭。新共和国ではレイア・オーガナなど、この動きをいち早く察知してファースト・オーダーの脅威を訴える者も存在していたが、大半の議員は銀河協定の存在を理由にして彼らの訴えに対し終始懐疑的な姿勢を見せた。
そのため、レイアはファースト・オーダーに抵抗する私設組織レジスタンスを結成し、彼女の訴えを聞き入れた一部勢力がこれを支援。新共和国全体としては黙認という形での対応を取ることになった。
エンドアの戦いから30年後、ファースト・オーダーが建造した惑星破壊兵器スターキラーの攻撃により、当時の首都惑星ホズニアン・プライムなど主要惑星群が破壊され、多数の犠牲者を出すこととなった。また、ホズニアン・プライム周辺に展開していた防衛艦隊も壊滅的打撃を被った。
政治機構と防衛艦隊が壊滅したことで新共和国は衰退し、新共和国に加盟している複数の星系がファースト・オーダーに降伏している。

## 首都
かつて惑星コルサントを首都としていた銀河共和国や銀河帝国とは異なり、新共和国では投票で選ばれた惑星にその都度首都機能を移転する新制度が採用されており、モン・モスマの故郷である惑星シャンドリラを最初の首都としている。

## 非正史 (レジェンズ)
上記の正史とはパラレルワールドに当たる非正史（レジェンズ）におけるエンドアの戦い以降を描いたスピンオフ作品においても、詳細な経緯は異なるものの自由惑星同盟という暫定政府を経て建国が宣言されている。こちらでは旧共和国や帝国に引き続きコルサントを首都としている。
ユージャン・ヴォングの侵攻によりヤヴィンの戦いの27年後に崩壊し、翌年には新たに銀河連合自由同盟と呼ばれる新政府として再建された。